# Boniface Choi Ki-san

Bischofswappen von Bischof Boniface Choi Ki-san

Boniface Choi Ki-san (kor. 최기산, * 16. Mai 1948 in Kyeonki; † 30. Mai 2016) war ein südkoreanischer Geistlicher und römisch-katholischer Bischof von Incheon.

## Leben
Boniface Choi Ki-san empfing am 6. Dezember 1975 das Sakrament der Priesterweihe.
Am 29. Oktober 1999 ernannte ihn Papst Johannes Paul II. zum Koadjutorbischof von Incheon. Der Bischof von Incheon, William John McNaughton MM, spendete ihm am 27. Dezember desselben Jahres die Bischofsweihe; Mitkonsekratoren waren der Bischof von Cheongju, Gabriel Chang Bong-hun, und der Militärbischof von Korea, Peter Lee Ki-heon. Am 25. April 2002 wurde Boniface Choi Ki-san in Nachfolge von William John McNaughton MM, der aus Altersgründen zurücktrat, Bischof von Incheon.